# مجله پالائنتولوژیکا پولونیکا
مجله پالائنتولوژیکا پولونیکا (انگلیسی: Acta Palaeontologica Polonica) یک ژورنال علمی داوری همتا با دسترسی آزاد در حوزهٔ دیرینه‌شناسی و زیست‌شناسی عصر قدیم است که به صورت فصلنامه چاپ می‌شود. این نشریه بوسیلهٔ رومن کوزوسکی در سال ۱۹۵۶ تأسیس شده‌است و بوسیلهٔ انجمن دیرین‌شناسی آکادمی علوم لهستان منتشر می‌شود. ریچارد سیفلی و ژروسلاو استولارسکی سردبیری این نشریه را عهده‌دار هستند.

## انتشار چکیده و نمایه
چکیده مقاله‌های این نشریه در پایگاه‌های زیر منتشر و نمایه شده‌است:
- چکیده‌های زیست‌شناسی
- فهرست جاری/علوم فیزیک، شیمی و زمین
- ژئوآرشیو
- چکیده‌های زمین‌شناسی
- ژئورف
- پاسکال
- چکیده‌های پترولیوم
- فهرست نشریه‌های علمی لهستان
- رفراتیونی ژونال
- ریسرچ آلرت
- نمایه استنادی علوم
- زوکولوژیکال رکورد

بر اساس گزارش استنادی مجلات، ضریب تأثیر این نشریه در سال‌های ۲۰۱۰، ۱٫۹۴۹، و رتبهٔ آن در بین ۴۸ نشریه در حوزهٔ «دیرین شناسی»، ۱۱ بوده‌است.